# Alfredo Alcón
Pour les articles homonymes, voir Alcon (homonymie).
Alfredo Alcón est un acteur argentin, né le 3 mars 1930 à Ciudadela et mort à Buenos Aires le 11 avril 2014.

## Biographie
Au cours de sa carrière théâtrale, Alfredo Alcón interprète les œuvres d'auteurs comme Federico García Lorca, Tennessee Williams, ou encore Samuel Beckett. Il se produit sur les scènes argentines, mais aussi en Espagne, où il travaille notamment avec le metteur en scène Lluís Pasqual (es), qui le dirige dans La Vie d'Édouard II d'Angleterre, adaptation par Bertolt Brecht de Édouard II, la tragédie de Christopher Marlowe. Alcón débute au cinéma en 1955 dans El amor nunca muere (es) du réalisateur Luis César Amadori. Il tourne dans plusieurs films de Leopoldo Torre Nilsson, dont Le Bel homme du 900 (Un guapo del '900), réalisé en 1960. L'acteur joue dans une cinquantaine de films et apparaît également à la télévision.
Alfredo Alcón est considéré comme l'un des plus grands acteurs argentins de sa génération,. Durant sa carrière, il reçoit à plusieurs reprises le prix Martín Fierro (es). Il a également été récompensé par le prix Cóndor de Plata, le prix Estrella de Mar de Oro (es), le prix ACE (es), ou encore le prix Konex,.
L'acteur meurt le 11 avril 2014 à son domicile, situé dans le quartier de Barrio Norte (en) à Buenos Aires. Il est enterré au cimetière de la Chacarita.